# Ashfield (Massachusetts)
Ashfield város az USA Massachusetts államában, Franklin megyében. Lakosainak száma 1695 fő (2020. április 1.).

## Népesség
A település népességének változása:

| 2010 | 1 737 |
| 2020 | 1 695 |